# Нико Пуцић
Никола (Нико) Пуцић (итал. Nicola Pozza), надимак Велики (Дубровник, 5. фебруар 1820 — Дубровник, 13. април 1883), био је српски књижевник и политичар из дубровачке племићке породице Пуцић. Његов брат је био чувени књижевник и политичар Медо Пуцић.

## Биографија
Био је први уредник србокатоличког новинског листа Дубровник и један од оснивача новинског листа Словинац, као и многи други дубровачки Срби католици. Био је најбољи пријатељ Валтазара Богишића.
Бавио се рачунима своје породице. Као и његов брат Медо, и Нико се занимао за политику. На Банској конференцији 1861. године се залагао са уједињење Далмације са Хрватском и Славонијом. Био је послат од стране далматинског и хрватског парламента као изасланик на двор цара Франца Јозефа, гдје је покушао да убиједи двор како се двије краљевине морају ујединити.
Од 1867. до 1869. је био замјеник предсједника Далматинског сабора. Касније се повукао из политике. Никола Тоља у својој дисертацији Књижевно значење дубровачког часописа „Срђ” (1902-1908) даје списак Срба католика међу које је убројан и Нико Пуцић.